# Барич (Березівський повіт)
Барич (пол. Barycz) — село на Закерзонні, у гміні Домарадз, Березівського повіту Підкарпатського воєводства, у південно-східній частині Польщі. Населення — 962 особи (2011).

## Розташування
Розташоване приблизно за 14 км на північ від повітового центру Березова і за 25 км на південь від воєводського центру Ряшева при воєводській дорозі № 884.

## Історія
Село знаходиться на заході Надсяння, де внаслідок примусового закриття церков у 1593 р. українське населення зазнало латинізації та полонізації. На 1936 р. рештки українського населення належали до греко-католицької парафії Глідно Динівського деканату Апостольської адміністрації Лемківщини. Село належало до Березівського повіту Львівського воєводства.
У 1975—1998 роках село належало до Кросненського воєводства.

## Демографія
Демографічна структура станом на 31 березня 2011 року:
|          | Загалом | Допрацездатний вік | Працездатний вік | Постпрацездатний вік |
| -------- | ------- | ------------------ | ---------------- | -------------------- |
| Чоловіки | 512     | 128                | 314              | 70                   |
| Жінки    | 450     | 92                 | 237              | 121                  |
| Разом    | 962     | 220                | 551              | 191                  |